# Songyuan Chongyue
Songyuan Chongyue (chiń. 松源崇岳, pinyin Sōngyuán Chóngyuè; kor. 송원숭악 Songwon Sungak; jap. Shōgen Sūgaku; wiet. Tùng Nguyên Sùng Nhạc; ur. 1139 w Chuzhou, zm. 1209 w Lingyin si) – mistrz chan z okresu południowej Dynastii Song.

## Życiorys
Według Wudeng Huiyuan xulue (Naszkicowane dodatki do Wudenga Huiyuana), Wudeng quanshu (Całkowity zbiór Wudenga) oraz Xu Zhiyue lu (Kolejność wydarzeń Zhiyue), jego życie można wyraźnie podzielić na dwie części: w pierwszym okresie życia studiował buddyjskie nauki i pisma, a w drugim – żył w klasztorze i angażował się w propagowanie buddyjskich zasad.
Urodził się w Chuzhou, w powiecie Longguan prowincji Zhejiang. Opuścił dom w wieku 23 lat i udał się na górę Jing, aby zostać uczniem mistrza chan Dahui Zonggao. Ponieważ Dahui wyrażał się bardzo dobrze o mistrzu Ying’anie z góry Jiang po jakimś czasie Songyuan udał się do niego. Studiował u niego chan i ostatecznie osiągnął oświecenie. Ying’an poradził mu, aby został buddyjskim mnichem w klasztorze Bailian w Linan. Tak się też stało – miał wtedy 33 lata.
Następnie udał się do Fujianu, aby praktykować chan u mistrza Mi’ana Xijego (1118–1186), u którego osiągnął drugie oświecenie. Po jakimś czasie rozpoczął propagować buddyzm. Odwiedził wówczas następujące klasztory: Chengzhao na górze Yang, Pingjiangfu, Bao’en Guangxiao na górze Jun w Jiangyin, Shiji na górze Yefu w Wuweijun, Jianfu w Raozhou, Zhidu na górze Xiang w Mingzhou oraz Yunyan na górze Huqiu w Pingjiangfu.
W końcu został opatem klasztoru Lingyin. W celu usunięcia pewnych niedociągnięć w praktyce koncentracji na huatou (dosł. szczyt słowa) i cichego oświecenia, zreformował pewne metody medytacji, z których najbardziej popularne i sławne stały się „Songyuan erzhuan yu” (Dwa oświecające zdania Songyuana). Pierwsze zdanie: „kiedy objaśniasz buddyjskie zasady, nie możesz tylko polegać na swoim języku” i drugie – „dlaczego ludzie nie mogą kroczyć naprzód z wielką siłą”. Używał tych zdań celując odpowiednio w koncentrację nad huatuo i cichą iluminację. Z drugiej strony Songyuan propagował także „przebudzenie” jako sposób praktykowania medytacji. Podkreślał „przebudzenie” i „internalizację”, aby uczynić najbardziej powszechną praktykę mówienia czymś „poza zwyczajnym”. To również miało głęboki wpływ na szkołę chan i rozwinęło się w „medytację Songyuana” dzięki promocji przez jego uczniów.
Co więcej, jego sposób medytacji miał wpływ na szkołę zen w Japonii. Mistrz chan Lanxi Daolong, który udał się do Japonii, był uczniem mistrza chan Wuminga Huixinga, ucznia Songyuana. Buddyjscy mnisi, którzy udali się do Japonii po studiowaniu metod medytacji Songyuana, to Lanxi Daolong, Daxiu Zhengnian, Xijian Zitan, Mingji Chujun i Zhuxian Fanxian (1292–1348). Była także grupa mnichów, która przybyła do Chin, aby studiować metody Songyuana: Nanpu Shaoming, Wuxiang Jingzhao, Yuelin Daojiao i Shishi Shanjiu. Jego wpływ na zen japoński podsumowuje zdanie z epilogu do jego Zapisanych wypowiedzi mistrza chan Songyuana Chongyuego: „Było ponad 20 szkół buddyzmu, które zostały wprowadzone do Japonii, wśród nich było 10, które rozwinęły się od Songyuana”.
Songyuan Chongyue zmarł w wieku 71 lat w sierpniu 1209 r. w klasztorze Lingyin.
Jego nauki zostały przez dwóch uczniów: Shankaia i Guangmu, zapisane w Songyuan Chongyue chanshi yulu (Zapisane wypowiedzi mistrza chan Songyuana Chongyuego).
Występuje w gong’anie 20 z Bezbramnej bramy.

## Linia przekazu Dharmy zen
Pierwsza liczba oznacza liczbę pokoleń od Pierwszego Patriarchy chan w Indiach Mahakaśjapy.
Druga liczba oznacza liczbę pokoleń od Pierwszego Patriarchy chan w Chinach Bodhidharmy.
Trzecia liczba oznacza początek nowej linii przekazu w innym kraju.
- 38/11. Linji Yixuan (zm. 867) szkoła linji
- 39/12. Xinghua Cunjiang (830–888/925) *także Weifu
- 40/13. Nanyuan Huiyong (860–930) *także Baoying
- 41/14. Fengxue Yanzhao (896–973)
- 42/15. Shoushan Xingnian (926–993) *także Shengnian
- 43/16. Fenyang Shanzhao (947–1024) *także Fenzhou lub Fenxue
- 44/17. Ciming Chuyuan (987–1040) *także Shishuang i Nanyuan
  - 45/18. Huanglong Huinan (1002–1069) frakcja huanglong
  - 45/18. Yangqi Fanghui (992–1049) frakcja yangqi
    - 46/19. Baiyun Shouduan (1025–1079)
      - 47/20. Wuzu Fayan (1024–1104)
        - 48/21. Yuanwu Keqin (1063–1135)
          - 49/22. Dahui Zonggao (1089–1163)
            - 50/23. Wuji Lepai
            - 50/23. Zishou Miaozong (1095–1170) mistrzyni chan
            - 50/23. Daoqian (bd)
            - 50/23. Zongyuan (bd)
            - 50/23. Zhuo’an Deguang (1121–1203) (także Fozhao)
              - 51/24. Mi’an Xianjie (1118–1186)
                - 52/25. Songyuan Chongyue (1139–1209)
                  - 53/26. Wuming Huixing (1160–1237)
                    - 54/27/1. Lanxi Daolong (1213–1278) Japonia. Szkoła rinzai. Opat Kenchō-ji

                  - 53/26. Yun’an Puyan (1156–1226)
                    - 54/27. Xutang Zhiyu (1189–1269)
                      - 55/28/1. Nampo Jōmyō (1235–1309) Japonia. Szkoła rinzai.

                - 52/25. Po’an Zuxian (1136–1211)
                  - 53/26. Wuzhun Shifan (Yuanzhao) (1177–1249)
                    - 54/27. Wuxue Zuyuan (1226–1286) (także Foguang)
                      - 55/28/1. Kōhō Kennichi (1241–1316) Japonia.
                      - 55/28/1. Kian Soen (1261–1313) Japonia.
                      - 55/28/1. Muchaku (ur. 1243) Japonia. Mniszka
                      - 55/28/1. Hōjō Tokimune (1251–1284) Japonia.
                      - 55/28/1. Ichiō Inkō (1210–1281)Japonia
                      - 55/28. Wu’an Puning (1197–1276)
                        - 56/29/1. Hōjō Tokiyori (1227–1263) Japonia

                      - 55/28/1. Enni Ben’en (1201–1280) Japonia
                      - 55/28. Wanji Xingmi (bd)
                        - 56/29. Yishan Yining (1217–1317)
                          - 57/30/1. Kokan Shiren (1278–1346) Japonia
                          - 57/30/1. Sesson Yūbai (1290–1346) Japonia

                    - 54/27. Xueyan Huilang (bd)
                      - 55/28. Gaofeng Yuanmiao (1238–1295)
                        - 56/29/1. Zhongfeng Mingben (1263–1323) Japonia
                          - 57/30/2. Kosen Ingen (1295–1374) Japonia

                      - 55/28. Qi’an Zongxin (bd)
                        - 56/29. Shiwu Qinggong (Shishi) (1272–1352)
                          - 57/30. T’aego Poŭ (1301–1382) Korea. Szkoła imje